# Strijkkwartet nr. 2 (Leifs)
Jón Leifs voltooide zijn Strijkkwartet nr. 2 Vita et mors (Strengjakvartett nr. 1) in 1951. De aanleiding voor dit strijkkwartet was even navrant als dat voor zijn eerste. Die eerst werd geschreven terwijl de Tweede Wereldoorlog op gang kwam, het tweede doordat zijn dochter Lif overleed. Zij ging elke dag zwemmen, maar kwam niet terug van het zwemmen op 11 juli 1947. Een week later spoelde haar lichaam aan. Dit was een klap voor de componist, die zojuist van zijn vrouw was gescheiden. Het duurde dan ook relatief lang voordat het volledige strijkkwartet op papier stond. Het eerste deel is gedateerd 19 augustus 1958, de verjaardag van dochter Lif. Het handelt over het kind zijn van Lif. Het tweede deel kwam pas anderhalf jaar later en handelt of het serieuze kind. Deel drie gaat over de dood. Het strijkkwartet kreeg Vita et mors (Latijn voor Leven en dood) als titel mee; zijn eerste strijkkwartet Mors et vita.
Leifs tweede strijkkwartet kreeg de traditionele driedelige opzet mee:
- Bernska (kindzijn): Scherzo: allegretto, quasi allegro e sempre vivace – sempre scherzando, ma commodo – a tempo, ma quasi maestoso
- Æska (jeugd):  allegro moderato, con espressione, quasi andantino
- Sálumeesa, Eilifð (Requiem en eeuwigheid), andante, quasi adagio.